# Sierra Nevada del Cocuy

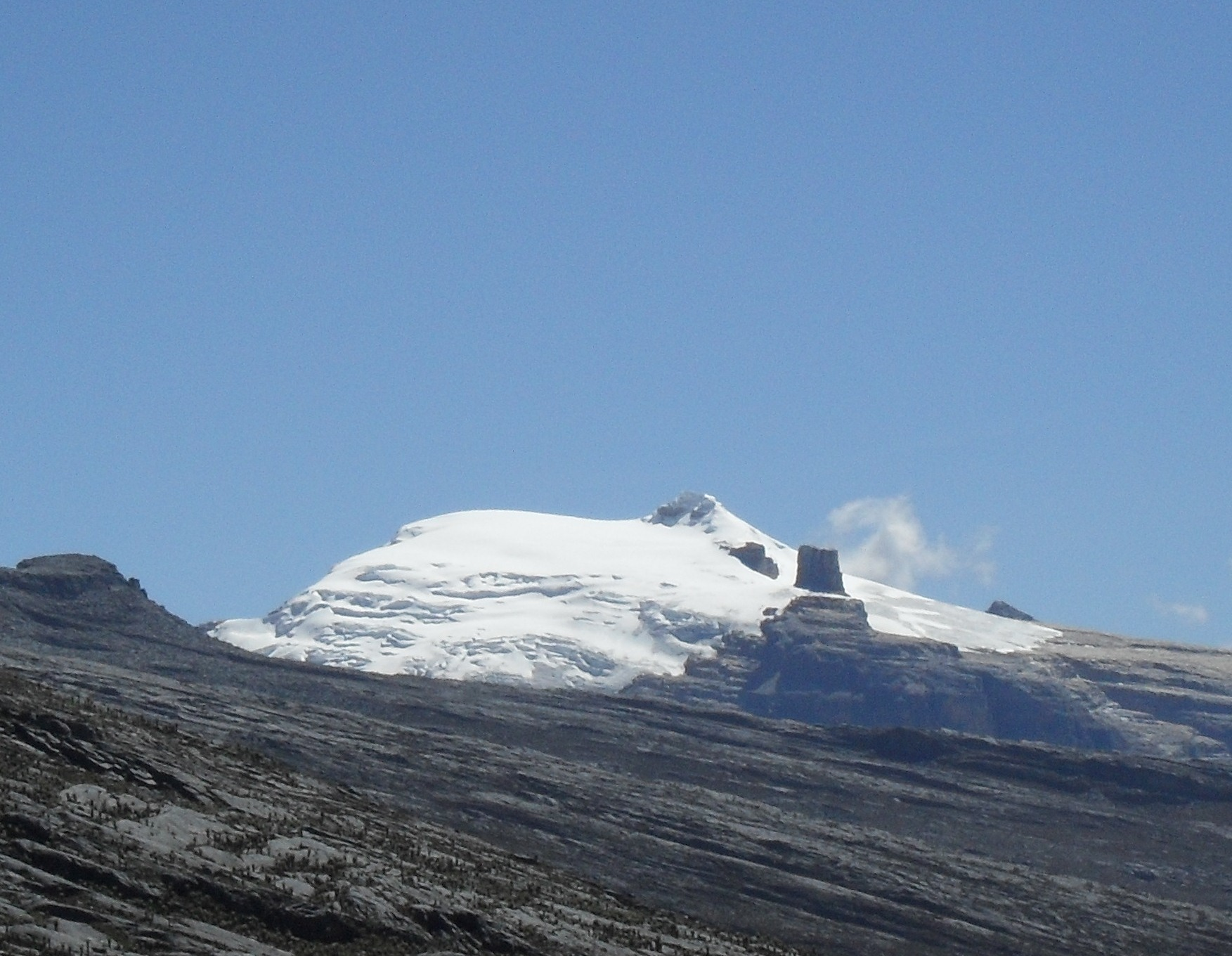
Il Pan de Azúcar (5.120 m) nella Sierra Nevada del Cocuy.

La Sierra Nevada del Cocuy o Sierra Nevada de Chita o Sierra Nevada de Güicánè una formazione montuosa della Colombia. Si trova sulla regione settentrionale della Cordillera Oriental nei dipartimenti di Boyacá, di Arauca e Casanare. e si compone di due sottocatene parallele con orientato nord-sud, che si estendono su una lunghezza di circa 30 km. 
Il punto più alto si trova sul Ritacuba Blanco (5.330 metri sul livello del mare, che rappresenta anche la vetta più elevata nella Cordillera Oriental, oltre al Ritacuba Nero (5.300 m). Nella Sierra Nevada del Cocuy si trova il più grande ghiacciaio della Colombia, dove il limite inferiore della neve è posto a 4.800 metri. 
Con i suoi 30 km di lunghezza e più di 22 cime innevate, rappresenta la più grande massa di neve permanente del Sud America a nord dell'Ecuador.